# Mast-Jägermeister

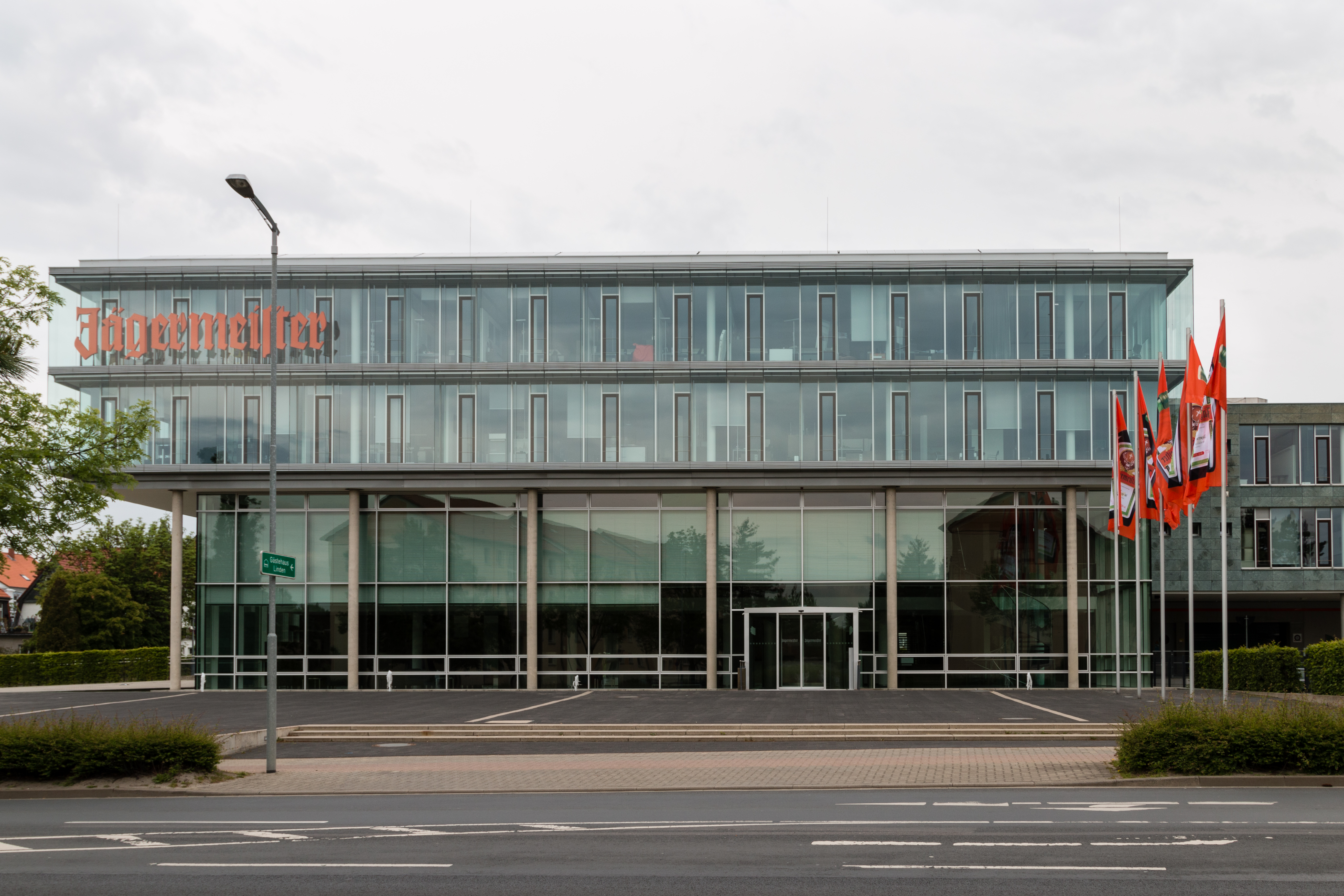
Jägermeister in Wolfenbüttel

Die Mast-Jägermeister SE ist deutscher Spirituosenhersteller mit Sitz in Wolfenbüttel. Alle Aktien befinden sich im Besitz der Familie Findel-Mast.

## Geschichte

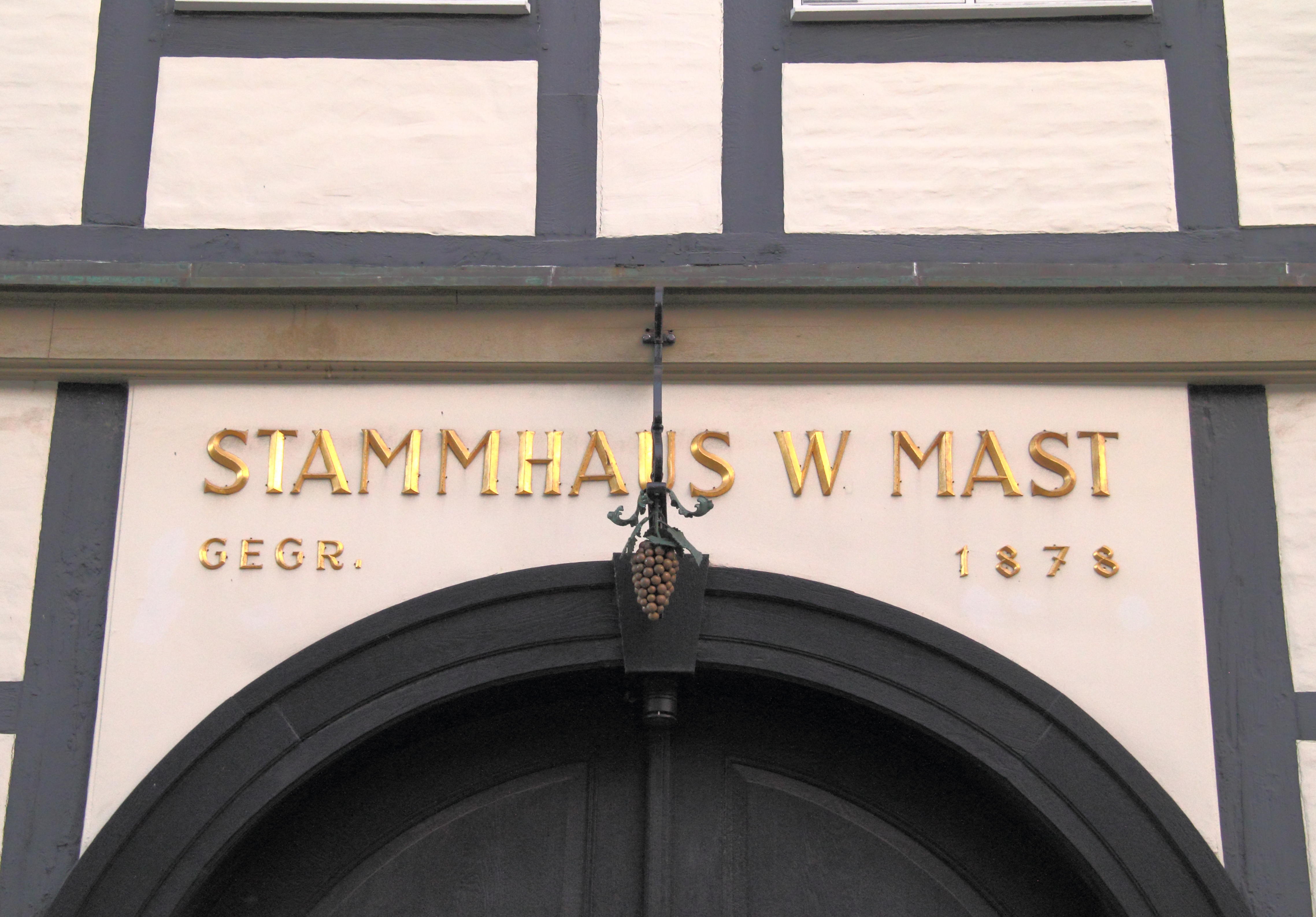
Mast-Firmenzeichen am Stammhaus in Wolfenbüttel
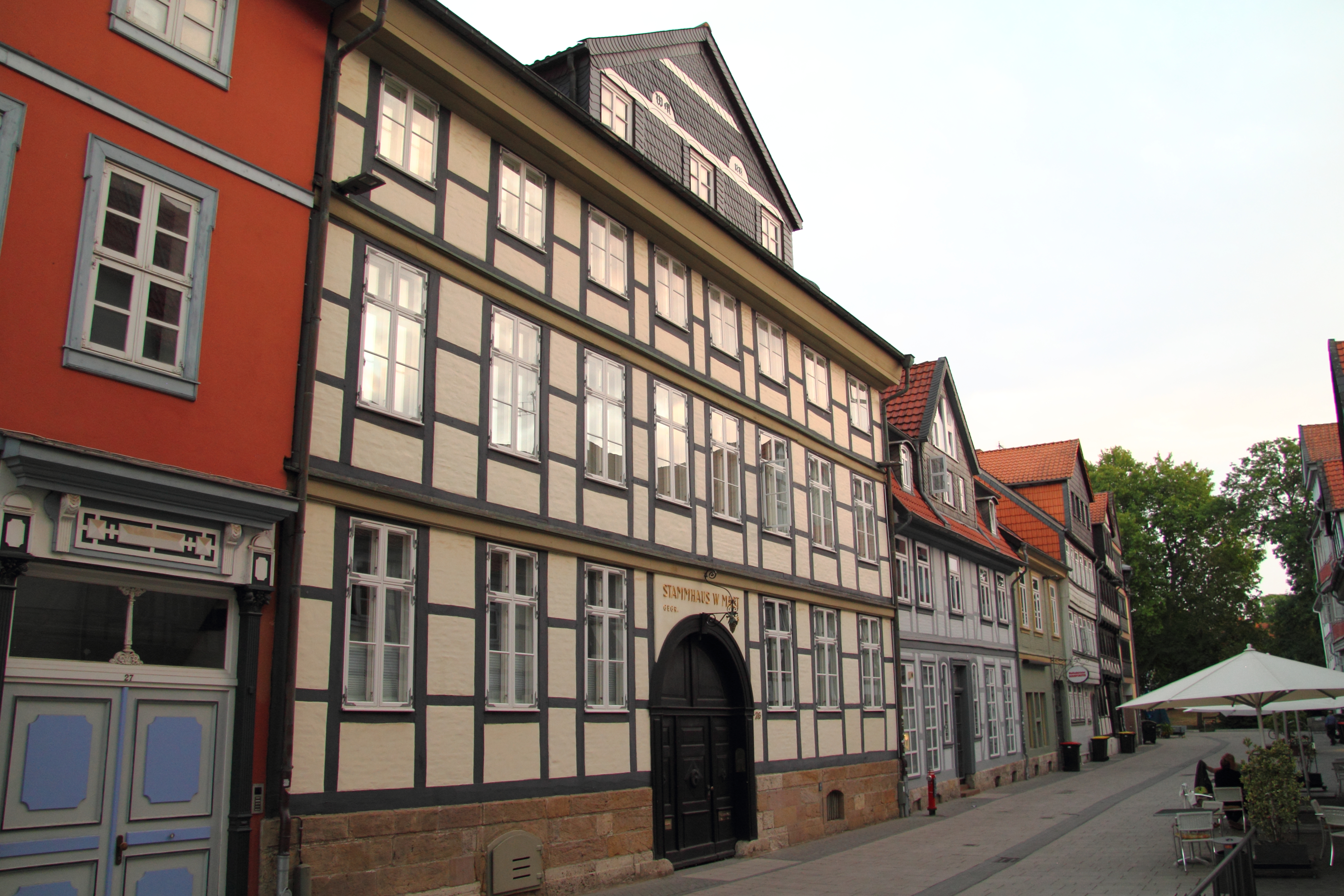
Stammhaus des Unternehmens am Großen Zimmerhof

Das Unternehmen wurde 1878 von Wilhelm Mast als Essigfabrik und Weinhandlung in Wolfenbüttel gegründet. Sein Sohn Curt Mast erfand 1934 das Rezept für den Kräuterlikör Jägermeister und brachte ihn 1935 erstmals auf den Markt. 1947 wandelte er sein Unternehmen in die W. Mast GmbH um. Nach dem Tod von Curt Mast 1970 wurde seine Tochter Annemarie Findel-Mast Hauptanteilseignerin des Unternehmens und die GmbH wurde in die W. Mast Kommanditgesellschaft umgegründet. 1987 wurde das Unternehmen in die Mast-Jägermeister AG, eine nicht börsennotierte Aktiengesellschaft, gewandelt. 2008 gab sie ihre Aktien innerhalb der Familie weiter. Annemarie Findel-Mast starb im Januar 2010.
Im Juli 2010 wurde die Wiener Cervus Beteiligungsverwaltungs AG gegründet, bei der die Wolfenbütteler Mast-Jägermeister AG Alleinaktionärin war. Im Dezember 2010 erfolgte eine Verschmelzung beider Gesellschaften, indem die Cervus komplett in der Mast-Jägermeister aufging. 2011 erfolgte eine Änderung der Gesellschaftsform nach europäischem Recht und somit die Gründung der Mast-Jägermeister SE mit Sitz in Wolfenbüttel. Ende September 2016 verließ Paolo Dell’Antonio, seit 1999 Finanzchef im Vorstand und seit 2007 zusätzlich Vorstandssprecher, das Unternehmen.

## Produkte
Mit dem Kräuterlikör Jägermeister wird der Hauptumsatz des Unternehmens erzielt.
Früher stellte die Mast-Jägermeister SE eine Vielzahl von Produkten her. Zwischen 1935 und 1983 wurden verschiedene Spirituosen, darunter diverse Korn-Variationen, Frucht-, Honig- und Kaffeeliköre, Gin und Boonekamp produziert. Mit der Zeit fokussierte sich die Herstellung auf das Hauptprodukt Jägermeister. Bis Ende 2020 wurde weiterhin das weniger bekannte Schlehenfeuer produziert.
Heute (Stand: Oktober 2021) besteht das Produktsortiment aus: Jägermeister, Jägermeister Manifest (beworben als „super-premium Kräuterlikör“ seit 02/2017), Jägermeister Charakter Scharf (beworben als „verschärfte Version des Originals Jägermeister“ seit 05/2019) und Jägermeister Cold Brew Coffee (seit 09/2019).

## Umsatzzahlen
Laut den Veröffentlichungen im Internet hatte das Unternehmen im Geschäftsjahr 2007 einen Absatz von insgesamt 81,2 Mio. 0,7-l-Flaschen und wuchs damit im Vergleich zum Jahr 2006 um sechs Prozent. Dabei wurde der Hauptanteil von 75 % des Umsatzes in über 80 Ländern weltweit erzielt.
Im Geschäftsjahr 2008 betrug der Absatz 82,4 Mio. 0,7-l-Flaschen.
2016 betrug er nach Unternehmensangaben insgesamt 91,4 Mio. 0,7-l-Flaschen.
Die USA waren im Jahr 2016 mit 25 % der stärkste Absatzmarkt. Im maßgeblichen Ranking internationaler Premium-Spirituosen des US-Magazins Impact International rangiert Jägermeister im Spitzensegment neben Smirnoff, Bacardi oder Absolut.

## Aktionäre
- 55 % Florian Rehm
- 35 % Christina Flügel
- 10 % Andreas Kreuter[11][12][13]

## Trivia
Günter Mast war langjähriger Geschäftsführer, Vorstand und Aufsichtsrat des Unternehmens, ohne jemals eine Aktie besessen zu haben.
Die Rolle des Marken-Erfinders Curt Mast im NS-Staat ist unklar. Der SPIEGEL führt aus, „War Jägermeister-Erfinder Curt Mast nur Opportunist und Mitläufer – oder Fan des »Reichsjägermeisters« Hermann Göring?“